# Sōichi Hashimoto
Sōichi Hashimoto (jap. 橋本 壮市 Hashimoto Sōichi; * 24. August 1991 in Shizuoka) ist ein japanischer Judoka. Er war 2017 Weltmeister im Leichtgewicht, der Gewichtsklasse bis 73 Kilogramm.

## Karriere
Sōichi Hashimoto war 2015 japanischer Meister und gewann eine Bronzemedaille bei den Asienmeisterschaften. 2016 gewann er bei den Asienmeisterschaften und beim Grand-Slam-Turnier in Tokio. Im Februar 2017 siegte er beim Grand-Slam-Turnier in Paris. Zwei Monate später siegte er bei den japanischen Meisterschaften. Im Mai 2017 gewann er das Grand-Slam-Turnier in Jekaterinburg. Bei den Weltmeisterschaften 2017 in Budapest bezwang er im Viertelfinale den Georgier Lascha Schawdatuaschwili, im Halbfinale den Aserbaidschaner Hidayət Heydərov und im Finale den zweiten Aserbaidschaner Rustam Orujov. 2018 gewann Hashimoto erneut die japanischen Meisterschaften. Bei den Weltmeisterschaften 2018 in Baku bezwang er im Viertelfinale den Kasachen Zhansay Smagulov und im Halbfinale Hidayət Heydərov, das Finale verlor er gegen den Südkoreaner An Chang-rim. Anfang 2019 siegte Hashimoto beim Grand Slam von Paris. Bei den japanischen Meisterschaften 2019 unterlag er im Finale Shōhei Ōno. Anfang 2020 siegte Hashimoto beim Grand Slam in Paris. Im Jahr darauf unterlag er im Halbfinale der Weltmeisterschaften in Budapest dem Schweden Tommy Macias. Im Kampf um eine Bronzemedaille bezwang er Hidayət Heydərov. 2022 erreichte Hashimoto das Finale bei den Weltmeisterschaften in Taschkent und unterlag dann dem Mongolen Tsend-Otschiryn Tsogtbaatar. Im Dezember 2022 siegte er beim Grand Slam in Tokio. Bei den Weltmeisterschaften 2023 in Doha verlor er im Viertelfinale gegen den Schweizer Nils Stump. Mit Siegen über den Usbeken Obidkhon Nomanov  und den Aserbaidschaner Hidayət Heydərov erkämpfte Hashimoto eine Bronzemedaille. Bei den 2023 ausgetragenen Asienspielen 2022 in Hangzhou gewann er die Silbermedaille. Im Finale unterlag er Murodjon Yuldoshev. Bei den Olympischen Spielen 2024 in Paris gewann er die Bronzemedaille im Leichtgewicht und die Silbermedaille mit der Mannschaft.